# Gynandropus hylacis
Gynandropus hylacis är en skalbaggsart som beskrevs av Thomas Say. Gynandropus hylacis ingår i släktet Gynandropus och familjen jordlöpare. Inga underarter finns listade i Catalogue of Life.